# Пограниченское муниципальное образование
Пограниченское сельское поселение— муниципальное образование в составе Новоузенского района Саратовской области. Административный центр — село Пограничное. На территории поселения находятся 6 населённых пунктов — 1 село, 5 хуторов .

## Население
| 2010 | 2011 | 2012 | 2013 | 2014 | 2015 | 2016 |
| ---- | ---- | ---- | ---- | ---- | ---- | ---- |
| 711  | ↘709 | ↘697 | ↘675 | ↗677 | ↘674 | ↘655 |
| 2017 | 2018 | 2019 | 2020 | 2021 |      |      |
| ↘640 | ↘610 | →610 | ↘594 | ↗632 |      |      |

## Состав сельского поселения
| № | Населённый пункт | Тип населённого пункта       | Население |
| - | ---------------- | ---------------------------- | --------- |
| 1 | Заречный         | хутор                        | 6         |
| 2 | Леонов           | хутор                        | 4         |
| 3 | Монашинский      | хутор                        | 11        |
| 4 | Новостройка      | хутор                        | 9         |
| 5 | Пограничное      | село, административный центр | ↘670      |
| 6 | Скрябин          | хутор                        | 11        |